# 郭建盟
郭建盟（1970年7月20日—），現任高雄市議員，臺北市大稻埕人，民主進步黨黨籍。已故臺語流行音樂歌手郭金發之子。

## 簡介
郭建盟是輔仁大學經濟系畢業，早年為立法委員的國會助理，2002年以臺灣團結聯盟黨員身分參與高雄市議員選舉，後因泛綠分裂而落選。2004年受臺灣團結聯盟提名參選高雄市議員補選。後獲得高雄市市長陳菊延攬擔任高雄市政府市長辦公室副主任，後改任高雄市政府民政局主任秘書。
2010年郭建盟投身五都選舉，獲民進黨提名角逐高雄市議員，在高雄市第八選區（苓雅、新興、前金）以最高票當選。2014年九合一選舉，郭建盟順利連任高雄市議員。
郭建盟每次的競選活動都可見郭金發賣力助選，大唱名曲《燒肉粽》，甚至一天連趕十多場。2004年高雄市議員補選，郭金發邀請藝人余天等人為郭建盟灌錄競選歌曲。
2016年10月8日，父親郭金發在高雄市鳳山區公所於衛武營藝術文化中心空地舉辦的重陽節敬老演唱會唱歌時昏倒，被送往國軍高雄總醫院急救不治，享壽72歲。
2018、2022年繼續當選連任市議員。

## 註腳
1. ↑  中央社檔案照片. . 中央通訊社. 2004  [2016-10-09]. （原始内容存档于2016-10-09）.
2. ↑  王淑芬. . 中央通訊社. 2016-10-08  [2016-10-09]. （原始内容存档于2016-10-09）.

## 外部連結
- 高雄市議會郭建盟議員簡介
- 郭建盟議員Facebook
- 郭建盟議員Instagram